# إندي غروتويزن
إندي غروتويزن (بالهولندية: Indy Groothuizen)‏ (22 يوليو 1996 في هولندا - ) هو لاعب كرة قدم هولندي في مركز حراسة المرمى. شارك مع منتخب هولندا تحت 17 سنة لكرة القدم ومنتخب هولندا تحت 19 سنة لكرة القدم. أما مع النوادي، فقد لعب مع شباب أياكس وأدو دين هاغ وفايله.

## روابط خارجية
- إندي غروتويزن على موقع قاعدة بيانات كرة القدم.إي يو (الإنجليزية)
- إندي غروتويزن على موقع Soccerway.com (الإنجليزية)
- إندي غروتويزن على موقع عالم كرة القدم.نت (الإنجليزية)